# Günter Klück
Günter Klück (* 16. Juni 1915; † 16. Juni 1987) war ein deutscher Komponist.

## Leben
Klück wurde nach 1945 Mitglied des DEFA-Sinfonieorchesters, in dem er Schlagzeug spielte, teilweise auch dirigierte.
Bekannt wurde er mit zahlreichen Filmmusiken, die vom Jazz inspiriert sind, aber auch an die Tradition der großen UFA-Revuefilme anknüpfen.

## Filmographie (Auswahl)
- 1954: Alarm im Zirkus
- 1955: Der Ochse von Kulm
- 1956: Eine Berliner Romanze
- 1956: Der Teufelskreis
- 1957: Berlin – Ecke Schönhauser…
- 1957: Sheriff Teddy
- 1957: Betrogen bis zum jüngsten Tag
- 1957: Ein Mädchen von 16 ½
- 1958: Tatort Berlin
- 1961: Gewissen in Aufruhr
- 1961: Ein Sommertag macht keine Liebe